# Finlandia (nagroda)
Finlandia (fiń. Finlandia-palkinto): fińska nagroda literacka, przyznawana corocznie od 1984 przez Fińską Fundację Książki (Suomen Kirjasäätiö) za wybitne osiągnięcia w dziedzinie literatury.

## Zasady
Do roku 2008 wartość nagrody wynosiła 26 000 EUR (100 000 marek fińskich przed wejściem Finlandii do strefy euro), później zaś sumę podwyższono do 30 000 euro. Nagroda w tej wysokości jest wypłacana w każdej z 3 kategorii. Początkowo do „Finlandii” mogły być nominowane wszystkie dzieła literackie, jednak od 1993 do konkursu można zgłaszać jedynie powieści. 
W każdym roku Fińska Fundacja Książki powołuje trzyosobowy komisję, która nominuje 3-6 powieści oraz osobę, która wybiera nominowanych kandydatów jako finalistów. Udział w konkursie może wziąć utwór napisany w języku fińskim lub szwedzkim, który został opublikowany w ostatnim roku przed terminem ogłoszenia konkursu.
Pierwotnie zdobywcą „Finlandii” mógł być jedynie obywatel fiński, jednak gdy do finału w 2010 zakwalifikowała się powieść Alexandry Salmeli, mieszkającej w Finlandii obywatelki Słowacji (której obywatelstwo umknęło uwadze komisji kwalifikującej), zmieniono przepisy i od tej pory do nagrody można nominować każdą wybitną powieść napisaną w języku fińskim lub szwedzkim bez względu na narodowość czy obywatelstwo autora.
Nagroda jest przyznawana w trzech kategoriach:
- literatury pięknej
- literatury faktu (od 1989 roku). Do 2016 roku używano nazwy Tieto Finlandia. Zmieniono ją na Finlandia literatura faktu[4]
- literatury dla dzieci i młodzieży (przyznawana od 1997). Do 2016 roku nosiła nazwę Finlandia-Junior. Zmieniono ją na Finlandia literatura dla dzieci i młodzieży aby było większe podobieństwo między typem literatury a nagrodą[4].

## Laureaci „Finlandii” - literatura piękna
| Rok  | Laureat            | Tytuł | Język    | Juror                |
| ---- | ------------------ | --- | -------- | -------------------- |
| 1984 | Erno Paasilinna    | Yksinäisyys ja uhma | fiński   |                      |
| 1985 | Jörn Donner        | Far och son | szwedzki |                      |
| 1986 | Sirkka Turkka      | Tule takaisin, pikku Sheba                                                                                                | fiński   |                      |
| 1987 | Helvi Hämäläinen   | Sukupolveni unta | fiński   |                      |
| 1988 | Gösta Ågren        | Jär | szwedzki |                      |
| 1989 | Markku Envall      | Samurai nukkuu | fiński   |                      |
| 1990 | Olli Jalonen       | Isäksi ja tyttäreksi | fiński   |                      |
| 1991 | Arto Melleri       | Elävien kirjoissa | fiński   |                      |
| 1992 | Leena Krohn        | Matemaattisia olioita tai jaettuja unia                                                                                   | fiński   |                      |
| 1993 | Bo Carpelan        | Urwind | szwedzki | Kai Laitinen         |
| 1994 | Eeva Joenpelto     | Tuomari Müller, hieno mies                                                                                                | fiński   | Tellervo Koivisto    |
| 1995 | Hannu Mäkelä       | Mestari | fiński   | Maria-Liisa Nevala   |
| 1996 | Irja Rane          | Naurava neitsyt | fiński   | Aki Kaurismäki       |
| 1997 | Antti Tuuri        | Lakeuden kutsu | fiński   | Lassi Nummi          |
| 1998 | Pentti Holappa     | Ystävän muotokuva | fiński   | Liisamaija Laaksonen |
| 1999 | Kristina Carlson   | Maan ääreen | fiński   | Erkki Liikanen       |
| 2000 | Johanna Sinisalo   | Ennen päivänlaskua ei voi (wyd. polskie: Nie przed zachodem słońca, słowo/obraz terytoria 2005, tłum. Sebastian Musielak) | fiński   | Auli Viikari         |
| 2001 | Hannu Raittila     | Canal Grande | fiński   | Claes Andersson      |
| 2002 | Kari Hotakainen    | Juoksuhaudantie | fiński   | Lasse Pöysti         |
| 2003 | Pirkko Saisio      | Punainen erokirja | fiński   | Mervi Kantokorpi     |
| 2004 | Helena Sinervo     | Runoilijan talossa | fiński   | Jukka Sarjala        |
| 2005 | Bo Carpelan        | Berg | szwedzki | Paavo Lipponen       |
| 2006 | Kjell Westö        | Där vi en gång gått | fiński   | Jyrki Nummi          |
| 2007 | Hannu Väisänen     | Toiset kengät | fiński   | Kaisu Mikkola        |
| 2008 | Sofi Oksanen       | Puhdistus (wyd. polskie: Oczyszczenie, Świat Książki 2010, tłum. Sebastian Musielak)                                      | fiński   | Pekka Tarkka         |
| 2009 | Antti Hyry         | Uuni | fiński   | Tuula Arkio          |
| 2010 | Mikko Rimminen     | Nenäpäivä | fiński   | Minna Joenniemi      |
| 2011 | Rosa Liksom        | Hytti nro 6 | fiński   | Pekka Milonoff       |
| 2012 | Ulla-Lena Lundberg | Is | szwedzki | Tarja Halonen        |
| 2013 | Riika Pelo         | Jokapäiväinen elämämme | fiński   | Asko Sarkola         |
| 2014 | Jussi Valtonen     | He eivät tiedä mitä tekevät (Nie wiedzą, co czynią WAB, 2017)                                                             | fiński   | Anne Brunilla        |
| 2015 | Laura Lindstedt    | Oneiron | fiński   | Hector(muzyk)        |
| 2016 | Jukka Viikilä      | Akvarelleja Engelin kaupungista                                                                                           | fiński   | Baba Lybeck          |
| 2017 | Juha Hurme         | Niemi | fiński   | Elisabeth Rehn       |
| 2018 | Olli Jalonen       | Taivaanpallo | fiński   | Seppo Puttonen       |

## Laureaci „Finlandii” - literatura faktu
| Rok  | Laureat                                                       | Tytuł | Juror                  |
| ---- | ------------------------------------------------------------- | --- | ---------------------- |
| 2018 | Seppo Aalto                                                   | Kapina tehtailla (Bunt w fabrykach)                                                                              | Virpi Suutari          |
| 2017 | Riitta Kylänpää                                               | Pentti Linkola - Ihminen ja legenda (Pentti Linkola - człowiek i legenda)                                        | Matti Rönka            |
| 2016 | Mari Manninen                                                 | Yhden lapsen kansa - Kiinan salavauvat, pikkukeisarit ja hylätyt tyttäret                                        | Jörn Donner            |
| 2015 | Tapio Tamminen                                                | Kansankodin pimeämpi puoli                                                                                       | Arto Nyberg            |
| 2014 | Mirkka Lappalainen                                            | Pohjolan Leijona – Kustaa II Adolf ja Suomi 1611–1632                                                            | Heikki Hellman         |
| 2013 | Ville Kivimäki                                                | Murtuneet Mielet. English title: Broken Minds                                                                    | Maija Tanninen-Mattila |
| 2012 | Elina Lappalainen                                             | Syötäväksi kasvatetut – Miten ruokasi eli elämänsä                                                               | Janne Virkkunen        |
| 2011 | Soili Stenroos, Teuvo Ahti, Katileena Lohtander, Leena Myllys | Suomen jäkäläopas                                                                                                | Alf Rehn               |
| 2010 | Vesa Sirén                                                    | Suomalaiset kapellimestarit                                                                                      | Sinikka Salo           |
| 2009 | Henrika Tandefelt                                             | Borgå 1809. Ceremoni och fest                                                                                    | Björn Wahlroos         |
| 2008 | Marjo T. Nurminen                                             | Tiedon tyttäret                                                                                                  | Veikko Sonninen        |
| 2007 | Peter von Bagh                                                | Sininen laulu | Matti Apunen           |
| 2006 | Erkki Tuomioja                                                | Häivähdys punaista. Hella Wuolijoki ja hänen sisarensa Salme Pekkala vallankumouksen palveluksessa.              | Raimo Väyrynen         |
| 2005 | Jari Leskinen, Antti Juutilainen                              | Jatkosodan pikkujättiläinen                                                                                      | Helena Ranta           |
| 2004 | Elina Sana                                                    | Luovutetut. Suomen ihmisluovutukset Gestapolle                                                                   | Hannu Taanila          |
| 2003 | Antti Helanterä, Veli-Pekka Tynkkynen                         | Maantieteelle Venäjä ei voi mitään                                                                               | Astrid Gartz           |
| 2002 | Esko Valtaoja                                                 | Kotona maailmankaikkeudessa                                                                                      | Ambroży                |
| 2001 | Heikki Paunonen, Marjatta Paunonen                            | Tsennaaks Stadii, bonjaaks slangii. Stadin slangin suursanakirja                                                 | Risto Ihamuotila       |
| 2000 | Anu Kantola i in.                                             | Maailman tila ja Suomi                                                                                           | Georg Henrik von Wrigh |
| 1999 | Kari Enqvist                                                  | Olemisen porteilla                                                                                               | Leena Palotie          |
| 1998 | Pekka Kivikäs                                                 | Vanhin tiede : Tähtitiedettä kivikaudesta kuulentoihin                                                           |                        |
| 1997 | Fabian Dahlström, Erkki Salmenhaara, Mikko Heiniö             | Suomen musiikin historia 1–4                                                                                     |                        |
| 1996 | Pekka Kivikäs                                                 | Kalliomaalaukset – muinainen kuva-arkistomme                                                                     |                        |
| 1995 | Matti Sarmela                                                 | Suomen perinneatlas                                                                                              |                        |
| 1994 | Heikki Ylikangas                                              | Tie Tampereelle. Dokumentoitu kuvaus Tampereen antautumiseen johtaneista sotatapahtumista Suomen sisällissodassa |                        |
| 1993 | Erik Wahlström, Tapio Reinikainen, Eeva-Liisa Hallanoro       | Ympäristön tila Suomessa                                                                                         |                        |
| 1992 | Jukka Salo, Mikko Pyhälä                                      | Amazonia |                        |
| 1991 | Olli Marttila, Tari Haahtela, Hannu Aarnio, Pekka Ojalainen   | Suomen päiväperhoset                                                                                             |                        |
| 1990 | Markku Löytönen                                               | Matka-arkku. Suomalaisia tutkimusmatkailijoita                                                                   |                        |
| 1989 | Erik Tawaststjerna                                            | Jean Sibelius 1–5                                                                                                |                        |

## Laureaci "Finlandii" - literatura dla dzieci i młodzieży
| Rok  | Laureat                         | Tytuł | Juror                |
| ---- | ------------------------------- | --- | -------------------- |
| 2018 | Siiri Enoranta                  | Tuhatkuolevan kirous                                                                                               | Riku Rantala         |
| 2017 | Sanna Mander                    | Nyckelknipan | Anna Puu             |
| 2016 | Juuli Niemi                     | Et kävele yksin | Vuokko Hovatta       |
| 2015 | Nadja Sumanen                   | Rambo | Anu Laitila          |
| 2014 | Maria Turtschaninoff            | Maresi - Krönikor från Röda klostret (polskie wydanie Maresi. Kroniki czerwonego klasztoru Wydawnictwo Młody Book) | Johanna Vuoksenmaa   |
| 2013 | Kreetta Onkeli                  | Poika joka menetti muistinsa                                                                                       | Jarno Leppälä        |
| 2012 | Christel Rönns                  | Det vidunderliga ägget                                                                                             | Mari Rantasila       |
| 2011 | Vilja-Tuulia Huotarisen         | Valoa valoa valoa                                                                                                  | Paula Vesala         |
| 2010 | Siri Kolun                      | Me Rosvolat | Hannu-Pekka Björkman |
| 2009 | Mari Kujanpää                   | Mina ja Muro | Signmark             |
| 2008 | Esko-Pekka Tiitinen             | Villapäät | Maria Kaisa Aula     |
| 2007 | Aino Havukainen i Sami Toivonen | Tatun ja Patun Suomi                                                                                               | Inkeri Näätsaari     |
| 2006 | Timo Parvela i Virpi Talvitie   | Keinulauta (polskie wydanie Huśtawka Wydawnictwo EneDueRabe)                                                       | Jukka Virtanen       |
| 2005 | Tuula Korolainen                | Kuono kohti tähteä                                                                                                 | Matti Ranin          |
| 2004 | Riitta Jalonen                  | Tyttö ja naakkapuu (polskie wydanie Dziewczynka i drzewo kawek Wydaw. Tatarak)                                     | Jukka Kajava         |
| 2003 | Arja Puikkonen                  | Haloo kuuleeko kaupunki                                                                                            |                      |
| 2002 | Raili Mikkanen                  | Ei ole minulle suvannot                                                                                            | Päivi Lipponen       |
| 2001 | Kira Poutanen                   | Ihana meri | M.A.Numminen         |
| 2000 | Tomi Kontio                     | Keväällä isä sai siivet                                                                                            | Riitta Uosukainen    |
| 1999 | Kari Levola                     | Tahdon | Erkki Liikanen       |
| 1998 | Leena Laulajainen               | Kultamarja ja metsän salaisuudet                                                                                   | Eeva Kuuskoski       |
| 1997 | Alexis Kouros                   | Laplace Gondwany                                                                                                   |                      |